# Teatro en Ucrania

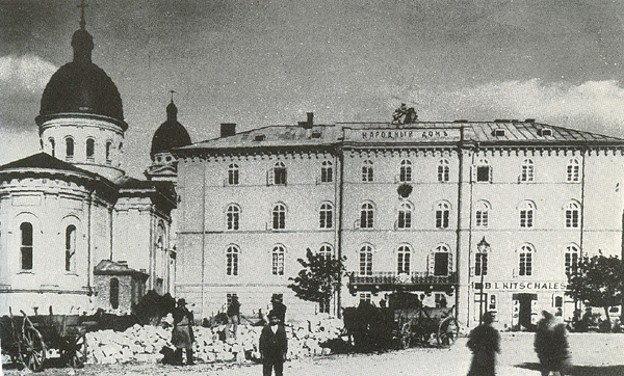
Teatro del discurso ucraniano en Lviv, Ucrania. 1864.

El teatro en Ucrania (ucraniano: Театральне мистецтво України, Teatralne mystetsvo Ukrayiny) es una forma de bellas artes y de expresión cultural que utiliza la actuación de actores en vivo ante los espectadores. El teatro ucraniano se basa en las tradiciones, la lengua y la cultura autóctonas de Ucrania. Los primeros registros conocidos del teatro ucraniano se remontan a principios del siglo XVII.

## Historia

### Medieval
Las primeras referencias a representaciones teatrales en Ucrania se remontan a la segunda década del siglo XVII. Las representaciones fueron traídas de Occidente por los jesuitas que se incorporaban a las escuelas de la hermandad y a otras escuelas ucranianas. Las representaciones se utilizaban a gran escala como propaganda jesuita. Los textos de las obras de teatro "Proclamación del día de Navidad", que se representó en honor del '' Obispo de Lviv Jeremías Tisarovsky "(c. 1615 d.C.) y Jacob Javantovich" (1619 d.C.) han sobrevivido hasta nuestros días. También existen registros de dos obras ucranianas que se representaron, en honor a la muerte de ''Juan el Bautista'' el 29 de agosto de 1619, cerca de Lviv.

### SiglosXVIIIyXIX
El primer teatro fijo de Ucrania se inauguró en Járkov en 1789. En el resto de Ucrania, las compañías teatrales hacían giras y actuaban "en la carretera".
A principios del siglo XIX empezaron a aparecer teatros en Kiev (1806), Odessa (1809) y Poltava (1808). En la segunda mitad del siglo XIX se popularizó el teatro de aficionados. El primer teatro profesional ucraniano (1864-1924) fue el Teatro Ruska Besida de Lviv.

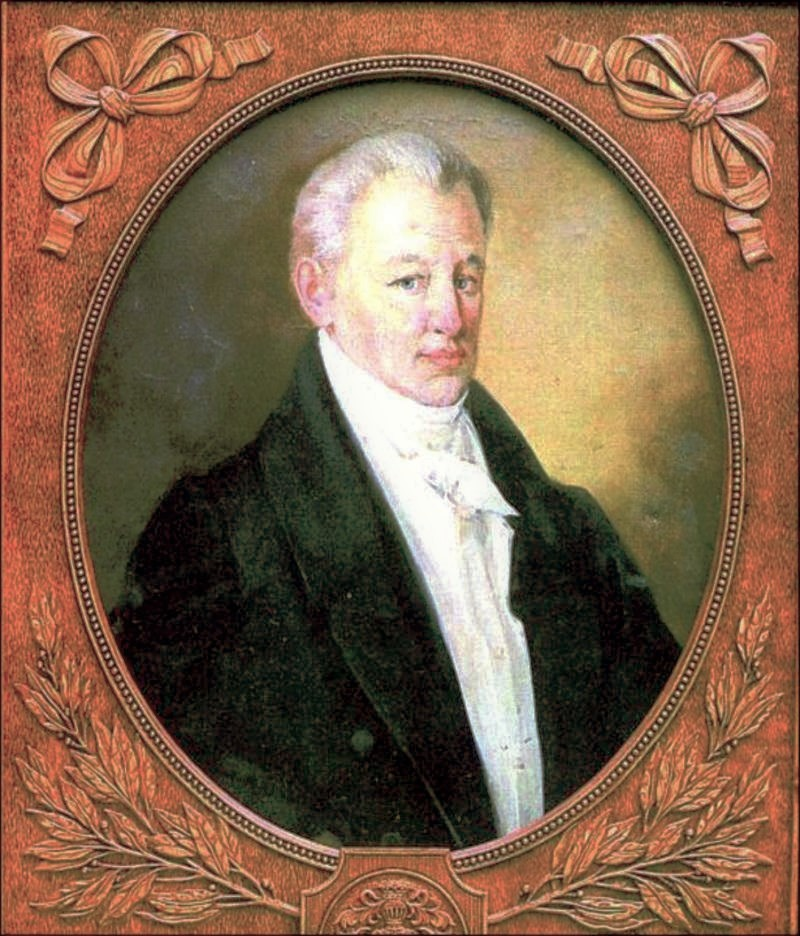
Iván Kotliarevski, uno de los fundadores de teatro y literatura ucraniana.

### sigloXX
Mykola Sadovsky fundó el primer teatro residente en Kiev en 1907. Poco después de la creación del Estado ucraniano, en 1918, se creó el Teatro Dramático Estatal. 
El "Teatro Joven" (más tarde el teatro "Berezil") fue creado en Kiev por Les Kurbas y Hnat Yura.  Les Kurbas (que trabajó como director, actor, dramaturgo e intérprete de la literatura mundial) llevó a la escena ucraniana las obras de William Shakespeare, Henrik Ibsen, Gerhart Hauptmann, Friedrich Schiller y Molière. Con la creación del teatro Berezil su escenario se convirtió en una especie de terreno experimental. Berezil presentó por primera vez las obras de los reconocidos escritores y dramaturgos ucranianos Mikola Kulish y Volodímir Vinnichenko. Les Kurbas fue reprimido durante el periodo estalinista, pero ahora se considera una fuente de inspiración muy importante para los artistas ucranianos contemporáneos.

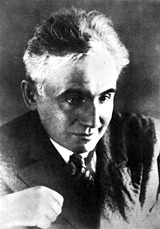
Les Kurbas, antes de 1933.

Mientras el Teatro Joven promovía el teatro de vanguardia, el Teatro Estatal de Drama continuaba con las tradiciones del realismo. Iván Kotliarevski, que dirigía el Teatro de Poltava, estuvo visto como fundador de obra ucraniana clásica mientras Hryhoriy Kvitka-Osnovyanenko los juegos también encontrados extendidos aclama.

### Moderno
El teatro ucraniano se ha ido integrando cada vez más en la cultura europea y son varios los festivales internacionales de teatro que se celebran en Ucrania cada año.

## Orígenes
Los orígenes del teatro ucraniano se remontan a los antiguos juegos, bailes, canciones y rituales populares. En el siglo XI actuaban en Ucrania unos animadores conocidos como skomorokhi. También la actuación precristiana en Ucrania se vio enriquecida por una "profunda reverencia y respeto por el Ser Supremo". Había elementos de teatro durante las ceremonias eclesiásticas. Así lo demuestran los frescos de la catedral de Santa Sofía' en "Kiev" (siglo XI). La "Escuela de la Hermandad de Lviv" y la "Academia de Ostro" fueron consideradas centros importantes para el desarrollo del drama religioso en aquella época. En los siglos XVII y XVIII se extendió la representación de belenes y obras navideñas en eventos locales. Y en el siglo XVII se hicieron populares los vertep, teatros de marionetas portátiles.

## Individuos notables
El poeta Tarás Shevchenko desarrolló la lengua ucraniana y la hizo más literaria.
Entre los dramaturgos ucranianos importantes anteriores a 1917 se encuentran: Mark Krupevnitsky (1840-1910), Ivan Tobilovich (1845-1907), Ukra Neon Mikhailo Kutsiobinsky (1864-1913), Ivan Bakovlevich Franco (1856-1916) y Lisa Ukrainka(1871-1913). Tras la revolución comunista comenzó una nueva era, entre los escritores importantes desde entonces se encuentran: Mikola Kulish (1892-1962), Evan Koucherga (1881- 1952), Aleksandr Kornichuk (1905-1972) y Ulys Hunchar (1918).
Numerosas personalidades del teatro ucraniano del siglo XIX comenzaron en el teatro de aficionados, como: Mykhailo Starytsky, Marko Kropyvnytsky e Ivan Karpenko-Karyi. La principal estrella femenina ucraniana del siglo XIX fue Maria Zankovetska. La renombrada familia teatral de los Tobilevychi también alcanzó la fama en el siglo XIX: Ivan Karpenko-Karyi, Mykola Sadovsky y Panas Saksahansky (nombres de escenario) no sólo actuaron y dirigieron, sino que crearon sus propios grupos de actores. Su propiedad privada, Khutir Nadia, cerca de Kropyvnytskyi, es un lugar histórico nacional.
Entre los actores ucranianos de talento que han aparecido en el escenario de Berezil se encuentran: Amvrosiy Buchma, Maryan Krushelnytsky, Olimpia Dobrovolska, Oleksandr Serdyuk, Natalya Uzhviy y Yuriy Shumsky.

## Compañías de teatro
El teatro en Ucrania incluye teatros de música-drama, teatros de ópera y ballet, teatros de opereta, teatros de marionetas y otros. Diez teatros fueron reconocidos oficialmente como nacionales. Hay más de 120 teatros (financiados por el Estado e independientes) en Ucrania, y el público ronda los 5,6 millones de espectadores al año..
Entre los teatros más destacados se encuentra el Centro de Arte Contemporáneo Dakh, inaugurado en 1994.

## Libros sobre el teatro ucraniano

### Historia del drama ucraniano
El libro está escrito por el crítico y traductor ucraniano Ivan Stichenko. Consta de cinco capítulos. Es la primera historia ilustrada del teatro ucraniano. Trata temas históricos, sobre ''El desarrollo del arte teatral'', y sobre ''Rituales folclóricos latino-eslavos, rituales folclóricos latino-alemanes''. El teatro y "La evangelización del cristianismo en Ucrania". El libro también ofrece un análisis de las obras del poeta y escritor satírico Theophanes Prokopovich.

### Teatro y Drama: Una colección de ensayos críticos sobre teatro y literatura dramática
Es una recopilación de los artículos más importantes de Mykola Kendratovich Voronei (1871-1938), sobre el arte del teatro y la literatura teatral, y lo que es el trabajo de los actores y directores, la naturaleza del público, y, cuáles son las formas que pueden contribuir al desarrollo del teatro en el futuro.